# Old Aberdeen

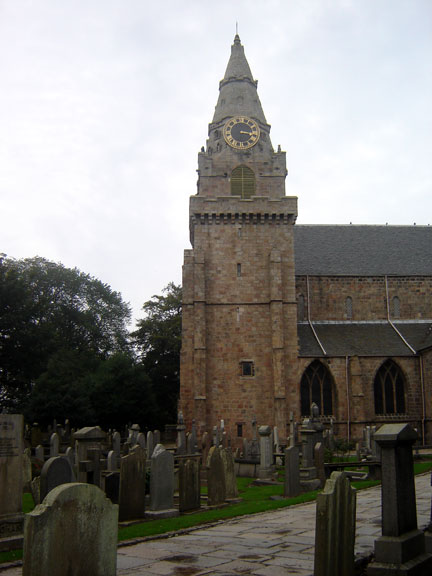
La Cattedrale di San Macario.

Old Aberdeen è un quartiere di Aberdeen, in Scozia.

## Geografia
A Old Aberdeen si trova la Cattedrale di San Macario (XV secolo) e l'Università di Aberdeen. È un quartiere tranquillo e fiorito. Il centro dell'attuale quartiere è vicino al porto, ed è il centro delle attività economiche legate alla pesca, alla cantieristica navale e all'industria petrolifera.
I muri delle case sono costruiti principalmente con un granito grigio chiaro estratto dalle cave della regione. È il caso della casa "Ross Provost", che attualmente ospita il Museo Marittimo.

## Storia
Old Aberdeen era originariamente un borgo separato, eretto come borgo di baronia il 26 dicembre 1489. Fu incorporato nella città adiacente di Aberdeen dal Parlamento Act 1891. Attualmente mantiene lo status di community council (consiglio comunitario).